# ناياد
في الأساطير الإغريقية الناياد هي نوع من روح مؤنثة، أو حورية، تترأس النوافير،الآبار،الينابيع، الجداول وغيرها من المسطحات المائية العذبة.